# Никола Ботушев
Никола Георгиев Ботушев е участник в бойните групи на БКП по време на партизанското движение в България (1941 – 1944).

## Биография
Никола Ботушев е роден на 28 август 1897 г. в гр. Сливен. Като ученик участва в марксистки кръжоци. Участва в Първата световна война от 1914 до 1918 г. За антивоенна агитация сред войниците е осъден на смърт. Спасява се след пробива на южния фронт при Добро поле (1918). Участва във Войнишкото въстание от 1918 г.
Като активен деец на БКП се включва в Септемврийското въстание (1923). След разгрома му е арестуван, осъден по ЗЗД и хвърлен в затвора, където остава до 1931 г.
През 1932 г. е избран за секретар на БКП в Бургас. За политическа дейност е интерниран (1932 – 1934). През 1934 г. му е поверена нелегалната печатница на БКП в София. Отново е осъден по ЗЗД и е в затвора (1939 – 1940).
Участва в Съпротивителното движение по време на Втората световна война. През 1941 г. започва организирането на бойни групи в София. Заловен, осъден на смърт и обесен на 15 ноември 1941 г. в Софийския централен затвор заедно с Никола Шопов, Денко Денков и Александър Велков.